# چن سزو-یوان
چن سزو-یوان (انگلیسی: Chen Szu-yuan؛ زادهٔ ۷ فوریهٔ ۱۹۸۱) کماندار اهل تایوان است.